# إيفار (مصارع)
إيفار (مواليد 3 مارس 1984) هو مصارع محترف أمريكي ،يعمل حالياً في دبليو دبليو إي حيث يصارع في عرض راو.

## وصلات خارجية
- تود سميث على موقع دبليو دبليو إي (الإنجليزية)
- تود سميث على موقع CageMatch worker (الإنجليزية)
- تود سميث على موقع قاعدة بيانات المصارعة على الإنترنت (الإنجليزية)
- تود سميث على موقع عالم المصارعة على الإنترنت (الإنجليزية)